# Линсхотен, Ян Хейген ван
Ян Хейген (Гюйген, Хейнген) ван Линсхотен (нидерл. Jan Huygen van Linschoten; 1563, Харлем — 8 февраля 1611, Энкхёйзен) — нидерландский купец, путешественник и историк.

## Биография
Линсхотен родился в 1563 году в Харлеме в семье нотариуса, после семья переехала в город Энкхёйзен. В 1576 году месте со своим братом уехал в Севилью, где пробыл до 1580 года. Позже занимался торговлей в Португалии. В 1583 году Линсхотен уехал в Гоа. В 1587 году вернулся в Лиссабон, а в 1589 году предпринял плавание на остров Святой Елены. Его путешествие прервали пираты, и в 1592 году прибыл на Азорские острова, в 1594 году вернулся в Нидерланды. Участвовал в экспедиции Виллема Баренца в поисках северо-восточного прохода. Ян ван Линсхотен написал две книги, изданных в Голландии и в Лондоне.

## Интересные факты
Именно ван Линсхотену приписывают копирование сверхсекретных португальских морских карт, что позволило Британской и Голландской Ост-Индской компаниям лишить монополии Португалию.

### На иностранном языке
- Burnell, Arthur Coke & Tiele, P.A (1885), The voyage of John Huyghen van Linschoten to the East Indies, from the old English translation of 1598: the first book, containing his description of the East, London: The Hakluyt Society{{citation}}:  Википедия:Обслуживание CS1 (множественные имена: authors list) (ссылка). Full text at Internet Archive.
- Van Linschoten, Jan Huyghen (2005), The Voyage of John Huyghen van Linschoten to the East Indies, Elibron Classics, the Hakluyt Society, ISBN 1-4021-9507-9
- Van Linschoten, Jan Huyghen. Voyage to Goa and Back, 1583—1592, with His Account of the East Indies : From Linschoten’s Discourse of Voyages, in 1598/Jan Huyghen Van Linschoten. Reprint. New Delhi, AES, 2004, xxiv, 126 p., $11. ISBN 81-206-1928-5.
- Synge, J.B. A Book of Discovery (неопр.). — Yesterday's Classics, c. 1912-2007 reissue. — ISBN 1599151928.
- Willem Barentsz and the Northeast passage. University Library of Tromsø - The Northern Lights Route. Дата обращения: 18 июня 2010. Архивировано 24 августа 2011 года.

### На русском языке
- Линскотен, Ян Хейген // Лесничий — Магнит. — М. : Советская энциклопедия, 1954. — С. 175. — (Большая советская энциклопедия : [в 51 т.] /  гл. ред. Б. А. Введенский ; 1949—1958, т. 25).